# Bartholomaes Gesetz
Bartholomaes Gesetz ist ein 1882 von Christian Bartholomae formuliertes Lautgesetz. Es beschreibt die Entwicklung eines stimmhaften aspirierten Plosivs (Media aspirata) und eines unmittelbar darauf folgenden stimmlosen unaspirierten Plosivs (Tenuis) zu einer Folge von einem stimmhaften unaspirierten Plosiv und einem stimmhaften aspirierten Plosiv, wo also die Aspiration auf den zweiten Plosiv übergeht, der zudem ebenfalls stimmhaft wird.
Das Bartholomaesche Gesetz wirkt im Indoiranischen. Zum Beispiel wird im Altindischen der Dentallaut -t- im Suffix -ta-, das zur Bildung des Partizips Perfekt Passiv dient, stimmhaft und aspiriert, wenn die Wurzelsilbe einen stimmhaften aspirierten Plosiv im Auslaut hat. Der stimmhafte aspirierte Plosiv der Wurzelsilbe verliert hingegen die Aspiration. Man vergleiche: altind. labh ‘fassen’ + -ta- > labdha ‘gefasst’.

## Einzelnachweis
1. ↑  Beispiel nach Ludwig Rübekeil: Bartholomaes Gesetz. In Helmut Glück (Hrsg.): Metzler Lexikon Sprache. Verlag J. B. Metzler, Stuttgart/Weimar 2005, S. 84.